# Adrià Granell Artal
Adrià Granell Artal (València, 13 de març de 1986), és un exfutbolista valencià que jugà de centrecampista per l'esquerra.
El Maig de 2023 fitxà per Los Troncos de la Kings League com a jugador número 13.

## Trajectòria
Format al planter del València CF, es va iniciar al futbol al Catarroja CF de Paco López. La seua projecció el va portar a marxar per jugar en el filial del Reial Saragossa on finalment la seua qualitat va convèncer el llavors tècnic de l'equip aragonès Marcelino per fer-lo debutar amb el primer equip saragossista en segona divisió.
Finalment i, a causa de la convulsa situació que travessà el conjunt aragonès per aquelles dates, el 2008 va firmar amb el CE Alcoià, sent un dels jugadors cabdals del conjunt valencià en la temporada que els del Collao van guanyar la Segona divisió B i van disputar la fase d'ascens a 2a divisió. Cal ressenyar que, encara no sent un davanter pròpiament dit, té facilitat golejadora havent marcat 5 gols en 2009 i uns altres 2 en els 10 primers partits en 2010.
El seu bon rendiment va provocar l'interès de diversos equips, tanmateix finalment el jugador va renovar el seu contracte amb l'Alcoià encara que incloent una clàusula que li permetria abandonar la disciplina blanc-i-blava si un altre equip de superior categoria cridava a la seua porta.
El gener de 2011 l'Albacete Balompié ha arribat a un acord amb el jugador perquè s'incorpore a la disciplina de l'equip manxec fins a juny de 2013, procedent del Club Esportiu Alcoià on havia jugat dues temporades.
És nebot del poeta valencià Marc Granell.

## Clubs
| Club                       | País          | Any       |
| -------------------------- | ------------- | --------- |
| Vila-real Club de Futbol B | País Valencià | 2006-2007 |
| Catarroja Club de Futbol   | País Valencià | 2007-2008 |
| Real Zaragoza B            | Espanya       | 2008-2009 |
| Reial Saragossa            | Espanya       | 2008-2009 |
| CE Alcoià                  | País Valencià | 2009-2010 |
| Albacete Balompié          | Espanya       | 2010-2013 |
| Huracà València CF         | País Valencià | 2013-2014 |
| Hèrcules CF                | País Valencià | 2014      |